# Zhang Gaoli
Zhang Gaoli (Jinjiang, 1º novembre 1946) è un politico cinese.
È stato vice-primo ministro del Consiglio di Stato della Repubblica Popolare Cinese tra il 2013 e il 2018 e membro del Comitato permanente dell'ufficio politico del Partito Comunista Cinese, il più alto consiglio di governo della Cina, tra il 2012 e il 2017. In precedenza ha ricoperto la carica di Segretario del Partito di Tianjin tra il 2007 e il 2012 e della provincia di Shandong tra il 2002 e il 2007.
Come principale vice del premier Li Keqiang, il portafoglio di Zhang abbracciava i campi della finanza, dello sviluppo economico, delle risorse naturali, dell'ambiente e dell'edilizia abitativa. Ha presieduto i comitati direttivi ad hoc che supervisionano la diga delle Tre Gole, il progetto di trasferimento idrico sud-nord, One Belt One Roade la Commissione per la sicurezza alimentare del Consiglio di Stato.
Il 2 novembre 2021, la tennista cinese Peng Shuai lo ha accusato di averla aggredita sessualmente dieci anni prima, per poi scomparire improvvisamente a seguito della censura del governo cinese. È stata vista di nuovo in pubblico alla fine di novembre.

## Biografia
Zhang è nato in un villaggio nella contea di Jinjiang, Fujian, da una famiglia povera  di agricoltori. Era il più giovane di cinque figli. Suo padre morì quando aveva tre anni. Lui e i suoi quattro fratelli furono cresciuti quasi da soli dalla madre. Da bambino, Zhang aiutava la famiglia con i lavori agricoli e pescava anche in un fiume vicino. 
Zhang ha frequentato la Jinjiang Qiaosheng High School (晋江侨声中学). Nel 1965, Zhang entrò all'Università di Xiamen per studiare economia. Dopo essersi laureato nell'agosto del 1970, Zhang fu inviato a una squadra logistica di una compagnia petrolifera a Maoming per lavorare come operaio edile, immagazzinando materiali in un magazzino e spostando blocchi di cemento.

## Controversie
Nel 2021 la tennista Peng Shuai lo ha accusato di stupro, per un caso che sarebbe avvenuto 10 anni prima. Ha fatto scalpore la notizia, e ha fatto temere il peggio la concomitante sparizione della donna, poi riapparsa.